# Gare de Takayama
La gare de Takayama (高山駅, Takayama-eki) est une gare ferroviaire de la ville de Takayama, dans la préfecture de Gifu au Japon. Elle est exploitée par la Central Japan Railway Company (JR Central).

## Situation ferroviaire
La gare de Takayama est située au point kilométrique (PK) 136,4 de la ligne principale Takayama.

## Historique
La gare de Takayama a été inaugurée le 25 octobre 1934.

## Service des voyageurs

### Accueil
La gare dispose d'un bâtiment voyageurs, avec guichets, ouvert tous les jours.

### Desserte
- Ligne principale Takayama :
  - voies 1 à 3 : direction Toyama, Gero et Gifu

### lignes de bus
Arrêt de bus gare routière de Takayama de la compagnie privée Nohi Bus pour le Shirakawa-gō et Gare de Matsumoto via Kamikōchi.